# Palantíri
In J.R.R. Tolkiens Midden-aarde zijn de palantíri de kijkstenen die door de Númenóreanen gebruikt werden.

## Oorsprong
De palantíri werden waarschijnlijk gemaakt door Fëanor, hoge koning van de Noldor uit Valinor. Het waren stenen waarmee de gebruiker contact kon zoeken met de gebruikers van de andere stenen. Indien de gebruiker over een grote wilskracht beschikte, kon hij vrijwel elke plek in Midden-aarde bekijken door een palantír. In de Tweede Era werden de stenen door de Eldar als teken van vriendschap aan de Heer van Andúnië in Númenor gegeven. Na de Ondergang van Númenor werden ze door de Elendili meegenomen naar Midden-aarde.

## Locaties
De meestersteen bevond zich bij de Eldar in een toren in Avallónë. De Elendili hadden de beschikking over zeven stenen, die ze onderling verdeelden. Elendil nam drie stenen mee naar het noorden en zijn zonen Isildur en Anárion hielden er elk twee in het zuiden.

### Arnor
De meestersteen van het noorden, de op een na grootste van de palantíri in Midden-aarde, werd geplaatst in de wachttoren van Amon Sûl. In de nadagen van het noordelijk koninkrijk bevond de Amon Sûl zich op de grens van Arthedain, Cardolan en Rhudaur. Deze koninkrijken waren in een aantal oorlogen verwikkeld. De twee andere stenen waren in het bezit van Arthedain, maar de steen van Amon Sûl was de voornaamste steen die gebruikt werd voor communicatie met het zuiden. De kleinere steen werd in Annúminas bij de koning bewaard. Beide stenen werden in de oorlog met Angmar meegenomen naar Fornost. Toen de Tovenaar-koning zijn aanval op Fornost begon, nam koning Arvedui de stenen op zijn vlucht mee naar Forochel. Daar verdronk de koning echter, toen hij samen met de stenen ten onder ging op een schip dat Círdan gestuurd had.
De overgebleven steen was een bijzondere; hij bevond zich in de Toren van Elostirion en werd door de Elfen van Lindon bewaakt. Deze steen was niet geschikt voor communicatie met de andere stenen. Elendil plaatste de steen daar, zodat hij met rechte blik naar het Westen, naar Tol Eressëa kon kijken. Deze steen werd uiteindelijk door Elrond meegenomen op zijn laatste reis naar het westen.

### Gondor
Anárion en Isildur plaatsten elk een van hun stenen in Minas Anor en Minas Ithil. Een andere steen werd in de toren Orthanc geplaatst. De meestersteen van de zeven werd in de Koepel van Sterren geplaatst, op de Brug van Osgiliath. Deze steen ging verloren tijdens de burgeroorlog, toen Osgiliath werd verwoest. Waarschijnlijk is hij in de Anduin gevallen. De steen van Minas Ithil werd door de Nazgûl buitgemaakt en aan Sauron overgedragen. Vanaf toen waagde men zich er in Gondor niet meer aan om een van de Stenen te gebruiken. De steen van Minas Ithil ging waarschijnlijk verloren tijdens de val van de Barad-dûr op het einde van de Oorlog om de Ring. De stenen van Orthanc en Minas Anor werden nooit geschonden, aangezien zowel Orthanc als de Witte Toren nooit veroverd werden. Nadat Saruman in het bezit kwam van de Orthanc, gebruikte hij de Steen om zijn kennis te vergroten, maar werd verstrikt door Sauron die de Minas Ithil-steen in bezit had. Tijdens de Oorlog om de Ring kwam de steen van de Orthanc in het bezit van Aragorn. De steen van Minas Anor werd niet gebruikt tot Denethor II aan de macht kwam. Denethor werd niet verstrikt door Sauron, maar raakte wanhopig door de beelden die Sauron hem liet zien. Nadat Denethor II zich levend verbrandde met de palantír op zijn borst geklemd, liet deze niets anders meer zien dan twee handen die langzaam verbrandden. De steen was onbruikbaar geworden.

## Gebruik
Het gebruik van de palantíri was voorbehouden aan de rechtmatige erfgenamen van Elendil, of iemand die daar toestemming voor had, zoals een minister of stadhouder. Voor deze personen hadden de stenen een grotere affiniteit en kostte het minder wilskracht om te zien wat men wilde zien. Na de ondergang van de lijn van Anárion behoorde het gebruik van de Stenen van Gondor rechtens toe aan de Stadhouders van Gondor, maar die gebruikten hem niet tot Denethor II. Ook Aragorn had als erfgenaam van Elendil het recht in de palantíri te kijken.